# Tenterden (Great Southern)
Tenterden is een plaats in de regio Great Southern in West-Australië.

## Geschiedenis
De eerste Eurpeanen vestigden zich in de jaren 1860 in de streek. Het waren schapentelers die hun schapen rond 'Round Swamp' lieten grazen.
In 1889 opende de Great Southern Railway en twee jaar later, in 1891, werd er een nevenspoor ('siding') aangelegd. De overheid stelde er datzelfde jaar land ter beschikking voor de landbouw, de 'Tenterden Agricultural Area'. In 1893 werd het dorp Tenterden er officieel gesticht. J.A. Wright, een manager van het bedrijf 'Western Australian Land Company' dat de spoorweg had aangelegd, zou het dorp hebben vernoemd naar een gelijknamig dorp in Engeland.
In 1909 werd een gemeenschapszaal, de 'Agricultural Hall', geopend. Het gebouw brandde in 2003 af. Later werd een nieuwe gemeenschapszaal gebouwd.
De 'St Mildred's Anglican Church' werd in 1926 gebouwd en is aan de gesneuvelden van de Eerste Wereldoorlog toegewijd.

## Beschrijving
Tenterden maakt deel uit van het lokale bestuursgebied (LGA) Shire of Cranbrook waarvan Cranbrook de hoofdplaats is. De voornaamste economische activiteiten in het district zijn land- en wijnbouw, veeteelt en toerisme.
In 2021 telde Tenterden 240 inwoners tegenover 223 in 2006.
Er is een tennisclub actief in Tenterden.

## Toerisme
Het nabijgelegen 'Lake Nunijup' heeft watersport- en picknickfaciliteiten. Nabij het natuurreservaat 'Tenterden Orchid Reserve' is een B&B in een 19e-eeuws hostel gevestigd.

## Transport
Tenterden ligt langs de Albany Highway, 346 kilometer ten zuidzuidoosten van de West-Australische hoofdstad Perth, 84 kilometer ten noordnoordwesten van Albany en 24 kilometer ten zuiden van Cranbrook. De GS1 en GS2-busdiensten tussen Perth en Albany van Transwa doen Tenterden enkele keren per week aan.
De Great Southern Railway maakt deel uit van het goederenspoorwegnetwerk van Arc Infrastructure. Er rijden geen passagierstreinen.

## Klimaat
Tenterden kent een gematigd mediterraan klimaat, Csb volgens de klimaatclassificatie van Köppen. De gemiddelde jaarlijkse temperatuur bedraagt er 15 °C en er valt jaarlijks gemiddeld ongeveer 530 mm neerslag.

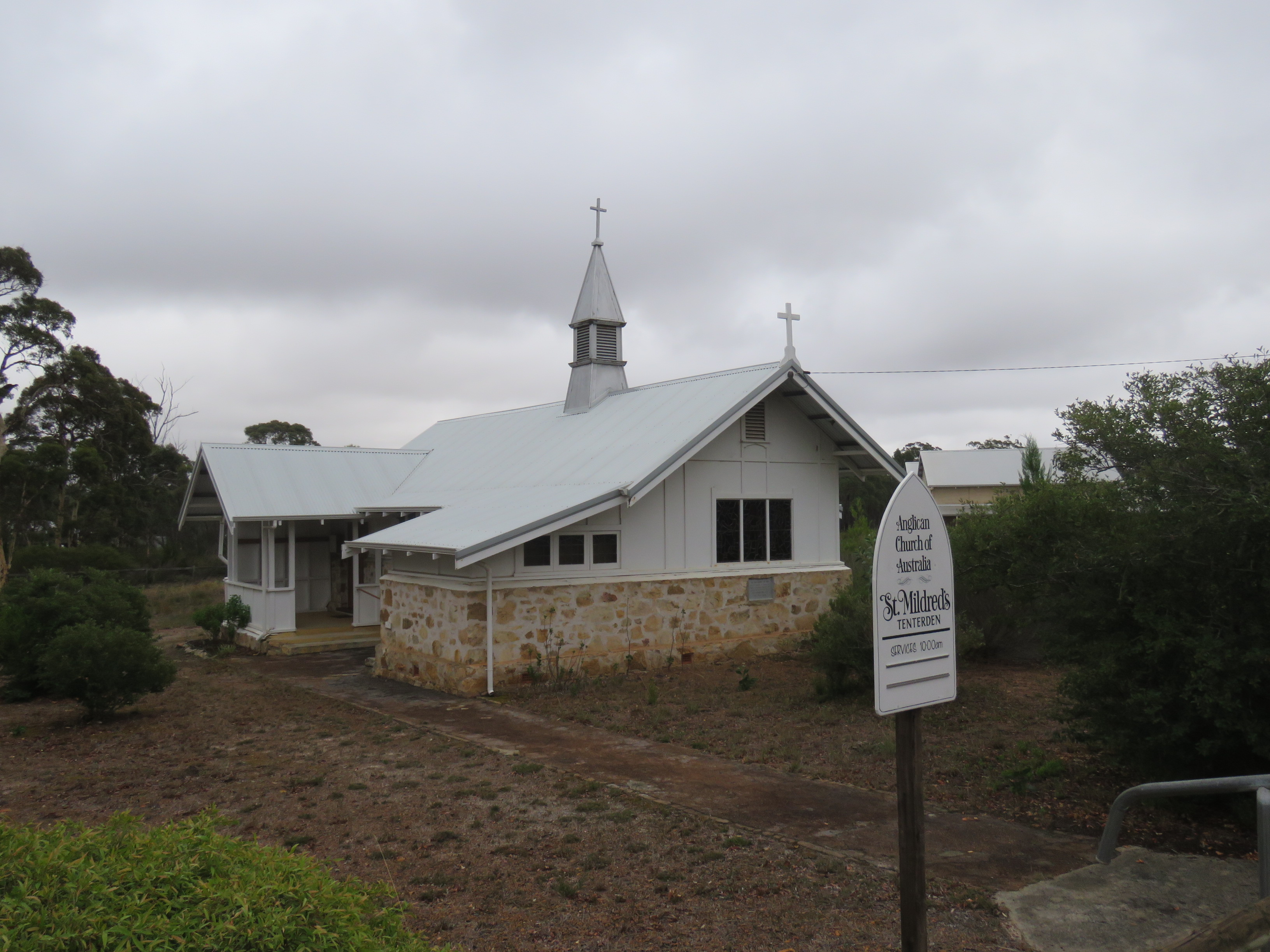
'St Mildred's Anglican Church'
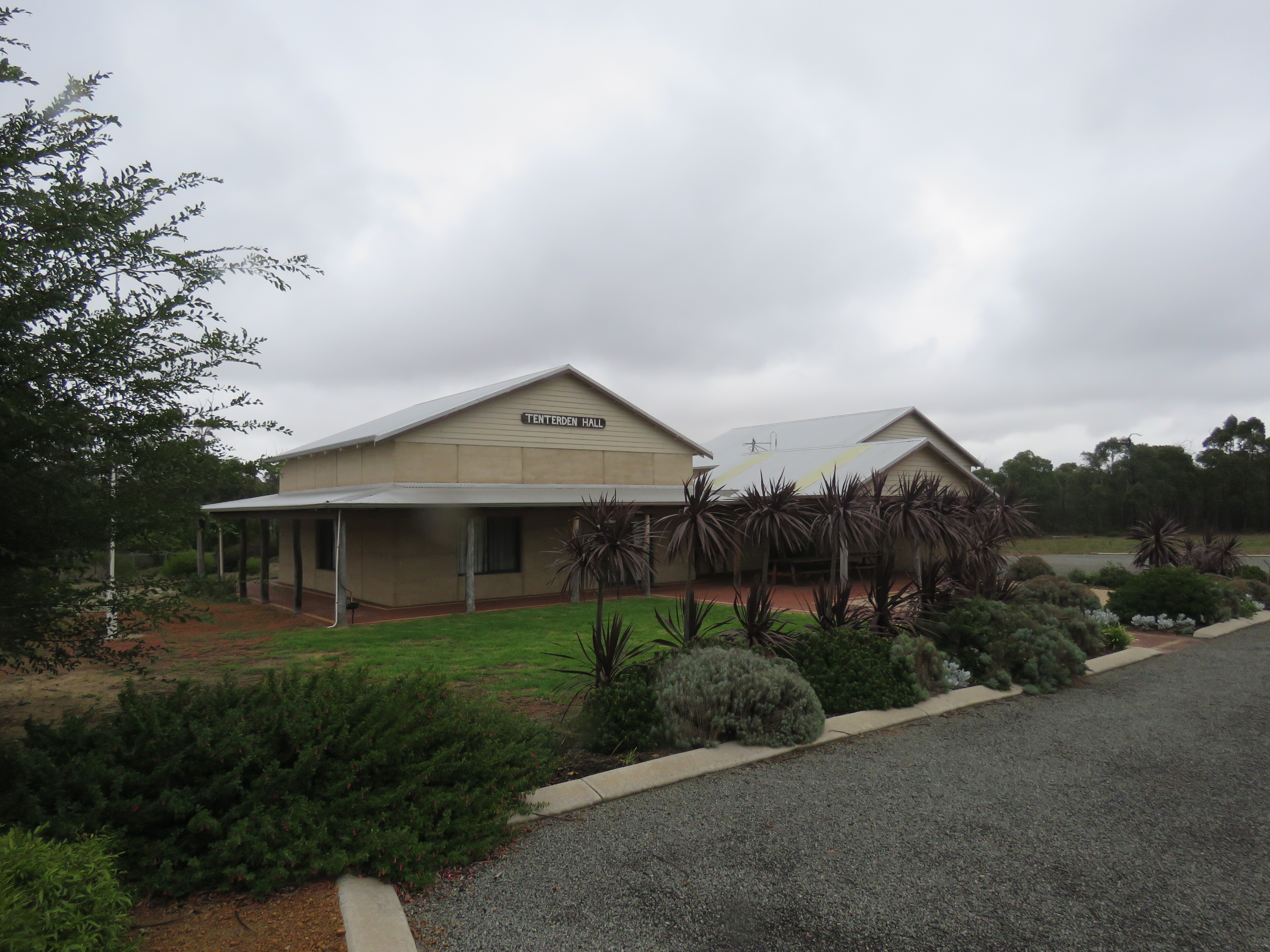
gemeenschapszaal